# Dave Davies
Dave Davies (Muswell Hill, 3 febbraio 1947) è un cantante e chitarrista britannico, noto per essere stato il chitarrista dei "The Kinks", gruppo rock britannico che fondò con Pete Quaife nel 1963.
Il gruppo si è sciolto all'inizio degli anni 90, ma Dave ha continuato con la sua carriera musicale come solista e autore fino al 2004, quando fu colpito da emorragia cerebrale.
Anche se il maggior autore e compositore del gruppo era suo fratello Ray Davies, Dave compose alcune celebri canzoni dei The Kinks, tra cui successi come Death of a Clown, Susannah's Still Alive e Living on a Thin Line. La sua voce era una parte fondamentale del sound del gruppo, tuttavia la sua leggenda nacque con il powerchord di You Really Got Me.
Ha pubblicato un'autobiografia intitolata Kink nel 1996, nella quale parla della sua bisessualità, della sua relazione con Long John Baldry e delle tensioni con il fratello Ray ai tempi del gruppo.
Nel 2003 il mensile Rolling Stone lo ha inserito all'88º posto della classifica dei "100 migliori chitarristi di tutti i tempi".
Il 30 giugno 2004 fu colpito da emorragia cerebrale in un ascensore degli uffici di Londra della BBC, dove era per promuovere l'album Bug. Dopo il ricovero in ospedale fu dimesso il 27 agosto. In seguito, nel 2006 un nuovo ricovero in ospedale gli ha impedito di partire per un tour.
Insieme ai The Kinks viene inserito nella British Rock'n Roll Hall of Fame nel novembre 2005. Nel 2007 pubblica il suo primo album solista dopo 5 anni, Fractured Mindz. Nel 2017 pubblica l'album Open Road in collaborazione con il figlio Russ Davies.

## Discografia solista

### Album in studio
- 1980 - AFL1-3603
- 1981 - Glamour
- 1983 - Chosen People
- 2002 - Bug
- 2007 - Fractured Mindz
- 2013 - I Will Be Me
- 2014 - Rippin' Up Time
- 2017 - Open Road (con Russ Davies)

### Colonne sonore
- 1995 - Village of the Damned

### Album dal vivo
- 2000 - Rock Bottom - Live at the Bottom Line
- 2003 - Trasformation - Live at the Alex Theatre
- 2004 - Rainy Day in June
- 2015 - Rippin' Up New York City - Live at the Winery NYC

### Raccolte
- 1987 - The Album That Never Was
- 1999 - Unfinished Business
- 2006 - Kinked
- 2011 - Hidden Treasure
- 2018 - Decade

### Singoli
- 1967 - Death of a Clown
- 1968 - Susannah's Still Alive
- 1968 - Lincoln County
- 1969 - Hold My Hand